# Kamionka Mała (powiat nowosądecki)
Kamionka Mała – wieś w Polsce położona w województwie małopolskim, w powiecie nowosądeckim, w gminie Kamionka Wielka.
Do 1934 wraz z Łęgiem stanowiła wspólną gminę jednostkową o nazwie Łęg-Kamionka.
W latach 1975–1998 miejscowość należała administracyjnie do województwa nowosądeckiego.